# Kiltro
Kiltro es la primera película de artes marciales rodada íntegramente en Chile, y tiene como protagonista al actor y practicante de artes marciales Marko Zaror. También es la primera película realizada por el cineasta chileno Ernesto Díaz Espinoza. Tiene como gran mérito ser la primera película de artes marciales hecha en Sudamérica.

## Argumento
La trama gira en torno a Zami o Zamir (Marko Zaror), un joven descendiente de árabes que vive en el sector de Patronato y se enamora de una bella chica mitad árabe mitad coreana llamada Kim (Caterina Jadresic), hija de Terán (Man Soo Yoon), maestro de Taekwondo buscado por el vengativo Max Kalba (Miguel Ángel de Luca) por una antigua rencilla. Para defender a su amor platónico viaja al norte de Chile a buscar a José Soto (Alejandro Castillo), quien lo entrenará para vencer a Kalba y quien al final resulta ser su padre. Finalizado su entrenamiento, vuelve a Patronato y descubre que Max Kalba asesinó a su madre. A la mañana siguiente se dirige al escondite de Max Kalba, que tenía prisioneros a Kim y a Terán. Después de una ardua pelea, Zamir logra matar a Kalba y liberar a los dos prisioneros. Finalmente todo vuelve a ser normal, Zamir se gana el amor de Kim, y vuelve al norte a buscar a su padre.

## Reparto
- Marko Zaror como Zami.
- Catherina Jadresic como Kim.
- Miguel Ángel De Luca como Max Kalba.
- Man Soo Yoon como Terán.
- Alejandro Castillo como José Soto.
- Roberto Avendaño como Nik Nak.
- Ximena Rivas como Sara.
- Luis Alarcón como Farah.
- Daniela Lhorente como Romina.
- Pablo Cerda como Max Kalba (joven).
- Mauricio Diocares como Calavera.

## Críticas y premios
En general esta película ha recibido buenos comentarios tanto por parte del público como de parte de la crítica especializada, teniendo entre otros reconocimientos, el premio al Mejor Director y Mejor Guionista para Ernesto Díaz Espinoza por parte de la revista de espectáculos Wikén del diario El Mercurio .
El crítico y profesor de cine Moisés Park afirmó que los elementos "orientalistas" son "orientalismos de segundo grado "; es decir, las referencias al oriente no representan el oriente directamente. Las representaciones son meras reproducciones de otros productos culturales que representan el oriente.